# 유진산
유진산(柳珍山, 1905년 10월 18일~1974년 4월 28일)은 대한민국의 독립운동가이자 7선 국회의원을 역임한 정치인이다.
전라북도 진산군 출신이다. 충칭(重慶) 임시정부의 연락원으로 독립운동을 하여 서대문형무소에서 4개월간 옥고를 치렀다. 해방 정국에서는 우익청년단체를 운용 및 운영하였다. 정부 수립 이후, 반민특위에 가담하여 친일파 단속, 척결활동을 했으나 실패했고, 제1공화국 제3공화국, 제4공화국 시절에는 야당 정치인으로 신민당 대표 등으로 활동하였다. 1954년 호헌동지회에 참여한 이후 민주당, 민정당, 신민당 등에서 활동하였다.

## 생애

### 생애 초기

#### 출생과 수학
전라북도 진산군 출생이다. 아버지는 유경덕(柳敬德)이고 어머니는 김경하(金敬夏)이다. 아명은 유영필(柳永弼)이었고 호(號)는 옥계(玉溪)였다. 임영신과는 같은 고향 출신으로 어렸을 때부터 알고 지냈다 한다. 소년기에 김현신(金賢信)과 결혼하였다.
1918년 경성고등보통학교에 입학하였다. 1919년 2학년 때 3.1운동에 참가하였으며 교내 독립만세 벽보사건으로 인하여, 다니고 있던 경성고등보통학교를 2학년 때 자퇴하고, 이후 보성중학교로 편입하였다. 1923년에 경성보성고보를 졸업하였다. 1926년 일본으로 건너가, 와세다 대학 예과에서 영어를 수학한 뒤, 와세다 대학에 입학하였다. 정경학부를 다녔으나, 독서회 사건으로 이치가니 형무소(市谷刑務所)에 투옥되었다. 이 때문에 3학년 재학 중 다시 대학교도 중퇴해야 했다.

#### 농민, 사회 운동
한편 농민운동에 투신했다가 1932년 쌍엽농민회(雙葉農民會)를 조직해 농민운동을 하였고, <농민독본>이란 책을 편찬하기도 하였다. 그러나 조선총독부 당국으로부터 요시찰 인물로 지목되어 감시를 당하였다. 농민운동을 펴다가 일본경찰의 감시대상이 되어 중국으로 망명하였다. 1933년 장시성 난창(南昌)에서 한인회(韓人會)를 조직하고, 충칭 임시정부의 연락원으로 독립운동을 지원하던 중 1934년 일본 영사관 관헌에 붙잡혀 서대문형무소에서 4개월간 구금되었다. 1935년에서 광복까지 《농민독본 農民讀本》의 편집을 하면서 필명을 진산(眞山, 이후 珍山으로 바꿈.)이라 하고, 전진한(錢鎭漢)·김산(金山) 등과 농민운동을 전개하였고, 이 무렵부터 조병옥·백관수·장택상 등을 만나 줄곧 연락, 교유하였다.
태평양 전쟁 이후 창씨개명을 거절하고 버티다가 1942년에는 만주로 건너가, 충칭 대한민국 임시정부의 만주 연락원이 되었으나, 일본 경찰에게 체포되어, 한국으로 강제 송환되었다.
광복 후에는, 대한민주청년동맹을 만들어 최고위원이 되었고, 백의사같은 비밀 우익 단체에서의 활동을 시작으로 정계에 투신하여, 국회의원이 되었다.
1935년에서 광복 직전까지 그는 독립운동과 사회활동을 하는 한편으로 농민독본(農民讀本)의 편집을 하면서 필명을 진산(眞山, 이후 珍山으로 고침.)으로 고쳤으나 이름 역시 그대로 개명되었다.

### 광복 이후

#### 광복 직후
광복 직후 우익청년단체 흥국사를 조직하여 좌익의 최대단체였던 건청(建靑)을 해체시키고, 이른바 조선인민공화국의 인민대표자회의를 강제 해산시켰다.
1945년 12월 김구가 반탁을 주장하며 신탁통치 반대운동을 하자 유진산 역시 신탁통치 반대운동에 가담하였다. 이후 해방정국에서 전진한, 김두한 등과 비좌파와 우파적 성향의 노동운동단체와 청년단체에서 활약하였다. 1946년 4월 9일 좌익청년단체 조선민주청년동맹에 대항한 반공주의 우익 청년단체 대한민주청년동맹을 조직, 결성하고 대한민청 회장에 피선되었다.
김두한을 감찰부장으로 임명하여 활동하였으나, 미군정에 의해 포고령 위반으로 해산명령을 받고 1947년 폐지하는듯 하다가 단체의 이름을 '청년조선총동맹'이라는 조직으로 이름을 바꾸고 계속 반공활동을 전개해 나갔다. 이후 이승만의 청년단체통합 지시로 서북청년단, 대한청년단 등 다른 청년단체들과 통합하여 1948년 12월 통합 출범한 '대한청년단'에 가입했다. 이후 대한청년단 최고지도위원으로 활동하기도 했다.

#### 반민특위 실패
한편 반민족행위특별조사위원회(이하 반민특위)에서도 활동하여 친일파 단속 및 검거활동을 하였다. 그러나 1949년 당시 노덕술 등 친일파들이 시도한 반민족행위특별조사위원회 및 정부요인 암살음모사건의 암살표적으로 되기도 하였다.
여러 번 살해, 암살 협박을 받았으나 뜻을 굽히지 않다가, 반민특위가 강제해산되면서 실패하고 만다. 1949년 3월 18일 고려역도구락부 창립에 참가, 고려역도구락부 부회장에 선출되었다.

### 정치 활동

#### 정계 입문 초기
1950년 5월 제2대 국회의원 총선거에 출마했으나 낙선하였고, 그해 6월 6.25 전쟁이 터지자 바로 피난갔다. 1951년 국민당 총무부장에 선출되었고 1954년 제3대 총선거에 출마하여 당선된 이래, 국회의원으로 7번 연속 당선되었고, 1954년에는 반(反)이승만 인사와 야당인사들이 모여 신당 창당을 준비하던 호헌동지회에 가담하였다.
호헌동지회가 조봉암의 영입을 놓고 찬성과 반대 의견이 나뉘었을 때 유진산은 조봉암 영입을 반대하는 조병옥, 김준연, 김도연, 장면 등과 같은 입장에 섰다. 조봉암의 호헌동지회 가입은무산되었다.

#### 야당 정치인
1955년 민주당 창당에 참여하였다. 9월 18일 민주당 중앙상무위원에 선출되었고, 그날 당직자 선거에서 유진산은 민주당 중앙당 노동부장에 선출되었다.이후 민주당 구파 정치인으로 활동하였으며  구파의 대부로 불렸다. 그러나유진산은 직접 나서지 않았다. 1956년 민주당 중앙당 노동부장을 거쳐 그해 민주당 선거대책위원장을 지냈다.
1959년 윤보선이 민주당 구파 출신으로 최고위원에 피선되었는데, 1960년 4.19 혁명 이후, 유진산은 그 자신이 직접 나서지 않고 윤보선을 조병옥 사후의 구파 리더로 추대하였다. 윤보선은 당시 민주당 구파의 얼굴마담격으로 등장했다. 윤보선과 계획하고 같은 구파 출신의 김도연을 국무총리로 올리려고 계획하였으나 실패하였다.
총리 서리로 지명된 김도연이 낙마하자 그는 장면 내각에 도전하였다.

#### 5.16 군사 정변 직후
1960년 12월 민주당 신구파를 보수양당으로 분당시켜, 신민당의 창당을 주도하였다. 5.16 군사쿠데타 후에 유진산은 군정에 대한 물리적 투쟁 보다는 야당으로서의 대결을 주장했다. 그에 의하면 "군인들이 시퍼런 칼을 들고 나섰으니, 우리들은 광목을 몇 필이고 풀어 그 시퍼런 칼을 둘둘 감아 무디게 해야 되지 않겠나."라는 것이었다. 군사 정변 이후에도 그는 줄곧 야당의 중진으로 활약하였고, 1962년 3월 박정희의 3·22군정연장성명에 반대하여 민주구국선언대회를 주관하였다.
민주당 구파 계열의 지도자로 활동하였으나 윤보선과의 사이가 틀어지면서 1964년 8월 윤보선과 결별했다. 민정이양이 된 후 그는 1963년 5월 민정당(民政黨)을 창당하여 김병로(金炳魯)를 당대표로 추대하였고, 그해 11월 전국구로 6대국회에 진출하였다.

### 생애 후반

#### 3공화국 이후
1964년 8월 윤보선과 유진산이 결별한 이후 민주당 구파는 양분되었다. 신언론법안 제정을 쟁점으로 야당 내에서도 윤보선과 유진산간의 갈등이 표면화되었다. 윤보선은 유진산이 이 법안을 통과시키자, 그가 공화당으로부터 거액의 자금을 수뢰하였다고 비난하였다.
1967년 신민당 부총재에 선출되었고, 민주당 구파계열 인사로 당의 지도부를 구성했다.
1969년 삼선개헌반대범국민투쟁위원회 지도위원으로 참여하였다.
1968년부터 대통령 3선연임 금지조항을 폐지하자는 개헌논의가 나오자 1969년 1월 21일 그는 일당의 영구 집권은 부패와 부정, 그리고 독재정권으로 전락한다는 것이 역사의 교훈이라고 말했다.

#### 제7대 대통령 선거
1970년 신민당 총재를 지냈다. 1970년의 신민당 대선 예비후보 경선에서 유진산의 선출이 유력시되었다. 박정희도 유진산을 대선 상대로 만들고자 중앙정보부를 동원하여 공작을 펼쳤다. 유진산은 정치적 뒷거래와 협상을 선호했고 국민들이 유진산을 별로 좋아하지 않았기 때문이었다. 그러나 43세 김영삼이 1월에 '사십대 기수론'을 들고 나오며 출마를 선언하자 분위기가 바뀌었다. 연이어 46세 김대중과 48세 이철승이 출마를 선언하였다. 반란에 가까운 돌풍으로 대세가 기울자 유진산은 대통령 후보 경선을 포기하는 대신, 자신에게 후보자 지명권을 요구했다. 김영삼과 이철승은 찬성했으나 비주류였던 김대중은 이를 반대했다. 전당대회를 열고 경선을 하기로 결정되자 유진산은 자신의 계보이자 정치적 적자인 김영삼을 지지하였다. 결국 경선에서는 김대중이 신민당 대통령 후보로 선출되었다. 1971년 4월 27일 실시된 대선에서는 김대중이 94만표 차로 석패했다. 
1970년 단일지도체제의 신민당 당수가 되었을 때 그는 정무위원과 당직을 자파만으로 독점하지 않았다. 타협과 안배의 정치가 치고의 정치라고 생각한 것이다. 그러나 신파나 외부 영입 인사들도 당 간부로 선임하는 것에 반발한 윤보선 등은 그가 따로 자기 세력을 키우려 한다고 의심했다.

#### 진산 파동
대선후 바로 5·25 총선으로 돌입했다. 그런데 총선 후보등록 마감일인 1971년 5월 6일 갑자기 유진산은 자신의 지역구인 서울 영등포 갑구 출마를 포기하고 전국구 1번 후보를 등록함으로써 제1차 진산 파동이 발생했다. 이 소식이 전해지자 중앙선관위 밖에 있던 일부 신민당 청년 당원들이 흥분하여 거세게 항의하였고 유진산은 자파 청년당원들의 도움으로 간신히 봉변을 모면하였다. 당내 소장층과 영등포 갑구 당원 등이 강력하게 반발하며 당대표직 사퇴를 요구했다. 이에 대해 신민당 비주류인 김대중은 6인 수권위원회의 구성원 중 고흥문, 홍익표, 정일형 등 3인과 협의해 유진산을 당에서 제명하고 총선 기간 동안 자신이 당수 권한대행을 맡는 수습안을 발표했다.
71년 5월 8일 성명을 통해 "나는 이미 당수직 사퇴뿐만 아니라 정계은퇴도 각오가 되어 있지만, 당수에게 선거구를 팔아 먹었다는 누명을 씌워 당권을 가로채겠다는 행위를 먼저 규명하고 제재를 가해야 한다." 고 선언하면서 김대중의 당수권한대행 취임 기도를 강하게 비판했다. 결국 사태는 제3자에 의한 중재를 통한 4일만에 수습국면에 들어섰고 김영삼, 이철승, 김재광, 김형일, 이중재, 박영록 등 당 중진들은 중재안을 제시했다.
1. 유진산의 당수직 사퇴
2. 당수직에 대한 다음 승계권자인 운영위원회 부의장 양일동 고흥문 홍익표의 사퇴
3. 총선기간 중 김홍일 전당대회의장을 당수권한대행으로 한다.[14]

김대중은 이에 대해 처음에는 거부했으나, 대안이 없다고 판단하여 결국 이를 수용하였다. 신민당은 5월 10일 운영위원회를 열고 유진산과 양일동 등 운영위원회 부의장들의 사퇴서를 수리하고 김홍일을 신민당 당수 권한대행으로 임명하였다. 1971년 제1차 진산 파동의 여파로 같은 구파인 김영삼에게 총재직을 주고 당 총재직에서 물러났다가, 1973년 다시 신민당 총재에 선임되었지만, 얼마 안가 제2차 진산 파동으로 다시 총재직에서 내려와, 역시 얼마 뒤에 다시 당선되었다.

### 사망
1972년 박정희가 유신을 선포하자 유신반대 국민 서명운동을 추진하였다. 1973년 전당대회에서 다시 신민당 당수로 당선되었고, 73년 가을 박정희와 박정희·유진산회담을 하였다. 이후 여당에 대한 타협, 화합론을 주장하다가 윤보선으로부터 '사쿠라'라는 질책을 당했는데, 이후 사쿠라라는 별명이 꼬리표처럼 따라다녔다.
1974년초 유신헌법개헌투쟁을 선언하고 나섰으나 병으로 실패했다. 1974년 4월 28일에 결장암으로 사망하였고, 5월에 국민훈장 무궁화장이 추서되었다.

## 사후
유진산이 작고할 때 서울 상도동에 집 한 채밖에 없었다. 그나마도 2천만원 가까운 부채로 은행에 저당잡힌 상태였다. 당시 이를 딱하게 여긴 김종필 국무총리가 '집안이 거의 폐가가 됐으니 정치인의 말로가 너무 허무하지 않느냐' 며 모금을 주선하게 됐다. 전경련 등 3개 경제단체와 여,야 의원들이 모금한 돈은 총 3천만원에 이르렀는데, 당시 김진만 국회부의장을 통해 돈을 전달하면서 모금자들의 뜻에 따라 저당잡힌 집을 찾고, 남은 돈으로 미망인 생계 기금을 써 달라고 하였다.

## 평가와 비판
민주당 신파였던 장면 등과 갈등하였으나, 나중에는 같은 구파였던 윤보선과도 야당 내 주도권을 두고 다투었다. 권모술수에 능하다고 하여 권모술수의 화신이라는 평가도 있으며, 정적(政敵)과의 타협을 쉽게 하여, 명분보다는 실리를 추구하는 합리주의자라는 평도 있다. 같은 민주당 구파계열 인사 중에서도 '선명야당'론을 주장하는 윤보선과 대조되어 '사쿠라'라는 별명을 얻기도 하였다.
생전 자신을 사쿠라라고 비난하는 것에 대해 그는 '세상에서 나를 두고 흔히 권모술수의 능수로 악의에 찬 비난과 곡해들을 하고 있는 모양이지만, 굳이 해명을 늘어놓고 싶지도 않다. 권모술수라는 말이 반드시 나쁜 것만도 아니지만, 나로서는 민족과 나라를 위하는 길이라면 항상 당당하게 꿋꿋하게 걸어 왔음을 자위해 본다. 나는 남에게 추파나 던지며 속중의 호감을 사려는 것을 극력 회피해왔다. 그러한 위선의 자행은 말할 수 없는 사회적인 해독을 초래하기 마련이다'라며 언급할 가치가 없다고 반론을 제기하기도 했다.

## 상훈 경력
- 1974년 국민훈장 무궁화장

## 저서
- 《해뜨는 지평선》

## 기타
- 해방 정국에서 그는 고향 친구인 이현상을 여러 번 설득하여 우익 진영으로 전향시키려 노력하였으나 실패했다.
- 그는 투쟁보다는 타협을 공식회의보다는 비공식회의를 대중집회보다 사랑방 흥정을 선호했다.
- 막후정치에 능한 그를 정적들과 동지들은 사쿠라, 소신없는 존재라며 폄하하였다.

## 참고 자료
- 유진산 - 대한민국헌정회

## 유진산을 연기한 배우
- 심양홍 - 1981년 (제1공화국) MBC 드라마
- 심양홍 - 1989년 (제2공화국) MBC 드라마
- 심양홍 - 1993년 (제3공화국) MBC 드라마
- 박종관 - 1995년 (제4공화국) MBC 드라마
- 심양홍 - 1998년 (삼김시대) SBS 드라마
- 이효정 - 2002년 (야인시대) SBS 드라마
- 박인환 - 2022년 (킹메이커) 영화[16]

## 같이 보기
| - 한국민주당 - 대한국민당 - 호헌동지회 - 백의사 - 서북청년단 - 대한청년단 - 곽상훈 - 김구 - 김규식 - 이승만 - 윤치영 - 이범석 - 전진한 - 이현상 - 박헌영 | - 민주당 - 신익희 - 임영신 - 김두한 - 염동진 - 대한민주청년동맹 - 박정희 - 백의사 - 이철승 - 신민당 - 윤보선 - 김도연 - 장면 - 김영삼 - 진산 파동 | - 금산군 (1948년 선거구) - 금산군의 국회의원 - 대한민국 제6대 국회의원 선거 민정당 후보 목록#전국구 - 영등포구 갑 (1963년 선거구) - 서울 영등포구의 국회의원 - 대한민국 제8대 국회의원 선거 신민당 후보 목록#전국구 - 금산군·대덕군·연기군 - 대덕군의 국회의원 - 연기군의 국회의원 |

## 관련 서적
- 유진산, 《해뜨는 지평선》 (한얼문고, 1972)
- 유세열, 김태호, 《만년야인 유진산총재 당의회발언사 상, 하》 (사초, 1984)
- 유세열, 김태호, 《옥계 유진산 : 생애와 사상과 정치 상, 하》 (사초, 1984)
- 강준만, 《한국현대사산책:1940년대편 1》 (인물과사상사, 2006)
- 강준만, 《한국현대사산책:1940년대편 2》 (인물과사상사, 2006)

## 역대 선거 결과
|  | 18.81% |

|  | 21.43% |

|  | 44.38% |

|  | 59.04% |

|  | 66.07% |

|  | 20.1% |

|  | 54.91% |

|  | 44.28% |

|  | 43.42% |

## 소속 정당
| 소속 정당 | 소속 정당        | 소속 기간 | 비고             |
| --------- | ---------------- | --------- | ---------------- |
|           | 쌍엽농민회       | 1932      | 정계 입문        |
|           | 무소속           | 1932~1945 | 탈당             |
|           | 백의사           | 1945      | 창당             |
|           | 대한민주청년동맹 | 1945~1947 | 창당             |
|           | 무소속           | 1947~1948 | 정당 해산        |
|           | 백의사           | 1948      | 복당             |
|           | 대한청년단       | 1948~1949 | 합당             |
|           | 무소속           | 1949~1955 | 탈당             |
|           | 민주당           | 1955~1960 | 창당             |
|           | 무소속           | 1960      | 탈당             |
|           | 신민당           | 1960~1961 | 창당             |
|           | 무소속           | 1961~1963 | 정당 해산        |
|           | 민정당           | 1963~1964 | 창당             |
|           | 무소속           | 1964~1965 | 제명             |
|           | 민중당           | 1965~1967 | 입당             |
|           | 신민당           | 1967~1969 | 합당             |
|           | 무소속           | 1969      | 자진 정당 해산   |
|           | 신민당           | 1969~1974 | 정당 재등록 사망 |